# Jan Jaruntowski
Jan Andrzej Jaruntowski herbu Prus III (ur. 1803, zm. 6 października 1891) – ziemianin, poseł na galicyjski Sejm Krajowy
Ziemianin, właściciel dóbr. W 1842 członek Stanów Galicyjskich.
Członek i działacz Galicyjskiego Towarzystwa Gospodarskiego, członek jego Komitetu (13 lutego 1853 – 7 lutego 1856).
Poseł do Sejmu Krajowego Galicji I kadencji (1861–1867), wybrany w I kurii obwodu Brzeżany, z okręgu wyborczego Brzeżany.